# Караимизм
Караими́зм (караизм, караимство, иудаизм караимского толка) — религиозное вероучение, основанное на Танахе.
Слово «караим» вошло в употребление в IX веке наряду с его антонимом «раввинист», изначально использовалось для обозначения религиозных групп внутри иудаизма.
Этимология еврейского слова караим происходит от глагола «читает» (קרא‬, кара), связанного с еврейским названием Священного Писания (מקרא‬, микра), образованная от него форма существительного карай («чтец») во множественном числе имеет форму караим («чтецы»). Караимизм основан на том, что каждый верующий самостоятельно рационалистически определяет применение Моисеева закона. Караимы считают себя приверженцами истинного учения Библии, в то время как Талмуд и Устный Закон, по их мнению, исказили библейский иудаизм.

## Возникновение караимизма
Время зарождения караимизма предположительно относится к VIII веку. «Золотой век караимизма» пришёлся на VIII—XII века.
У раввинистов и у караимов есть различные версии относительно происхождения караимизма.

### Караимские версии
У караимов имеется три версии происхождения караимизма:
1. Первая принадлежит раннесредневековому караимскому хахаму (мудрецу) рабби Яакову Киркисани (IX век). В своей книге «Китаб аль-Ануар валь-Маракиб» (Книга светил и наблюдательных пунктов) он относит начало Талмуда ко времени царствования раба царя Соломона Йаровъама бен Невата (правил Израилем 796—774 годах до н. э.). При нём сыны Израиля разделились на два государства — Израиль и Йегуда. Согласно этой версии, талмудисты берут своё начало от царства Израиль, над которым правил Йаровъам бен Неват, а караимы — от царства Йегуды, над которым правил сын царя Соломона — Рахавъам.
2. Вторая версия относится ко времени возвращения Дома Йегуды из плена и постройке Второго Храма в Иерусалиме. Именно тогда начались распри среди иудейских учителей, что привело к разделению народа на разные секты:
а) фарисеи — не сомневались в Торе Моисея, но прибавляли толкования от себя, называя их Устным Законом;
б) саддукеи — придерживались только Торы Моисея, но отрицали воскрешение мёртвых, расплату и воздаяние в потустороннем мире;
в) ессеи или цаддыки (праведники), «добрые смоковницы» (התאנים הטובות) — не верили в Устный Закон и старались следовать Торе Моисея во всех её деталях и смыслах.
Постоянные распри между этими сектами отразились прежде всего на немногочисленных семьях чаддыков (цадиков), которые были вынуждены покинуть Святую Землю, и под предводительством князя Шехании из рода царя Давида пошли в Вавилонский плен (около 120 г. до н. э.).
Фарисеи, которым удалось изгнать чаддыков, впоследствии стали называться талмудисты, так как признавали священным Устный Закон — Талмуд. А чаддыки (со времён судьи Югуды бен Табая — около 161 г. до н. э.) назывались קראים = караимы (читающие), так как признавали сугубо авторитет Священного Писания без дополнений и убавлений.
3. Третья — в хронологическом порядке относится ко времени жизни караимского патриарха Анан бен Давида ха-Наси (715—811 гг. н. э.) и его предшественников — Исы ал Исфагани и Ядгана. Именно в это время (около 754 года н. э.) караимы или בני מקרא = бней Микра (Сыны Писания), полностью отделившись от талмудистов, вернулись из Вавилона в Иерусалим и поселились там.

### Раввинистические версии
1. Многие раввинистические авторы называют караимов саддукеями, что отрицается караимами.
2. Некоторые авторы, такие как Иехуда ха-Леви, разделяют караимскую версию о начале караимизма от Юуды бен Таббая.
3. Согласно другим раввинистическим источникам основоположником караимизма является Анан бен Давид из Багдада, создавший собственную секту, будучи задетым тем, что вместо него эксилархом был избран его младший брат Ханания

### Научные версии
Открытие свитков Мёртвого моря породило многочисленные гипотезы относительно возможного влияния Кумранской общины и её литературы на ранние еврейские секты, впоследствии слившиеся с караимами. Главным аргументом в пользу преемственности между караимами и Кумранской общиной приводится иногда факт обнаружения среди рукописей Мёртвого моря фрагментов Дамасского документа («Мегиллат брит Даммесек»), копии которого были найдены ранее в Каирской генизе и которые относятся к памятникам литературы саддукеев. Сближают их и ряд других аспектов, например календарь.

## Основы караимизма
Караимы признают сакральность исключительно книг Танаха:
- Пятикнижие Моисея (Тора)
- Первые пророки
- Последние пророки
- Писания

Другие книги, как например Талмуд, Коран и Евангелие караимы не признают иначе, как творениями человеческого разума.
Учение Иисуса и Магомета, изначально ставящее целью принести Тору Всевышнего языческим народам, впоследствии было изменено и в конце концов упростило её и приспособило к язычеству, упразднило данные Богом Законы, как например законы о субботе, неупотреблении крови, свинины, конины и верблюжатины и т. п.
Караимы признают положения Талмуда, имеющие подтверждение в Торе, как например: סכנת הנפש דוחה את השבת (опасность для жизни отменяет соблюдение субботы).

### О текстеСв. Писания, аналогии и Севель га-Йеруша.
Св. Писание включает в себя как заповеди «делай!», так и заповеди «не делай!».
Примеры заповеди «делай!»:
1. И возлюби Господа Бога Твоего. (Второзак. 6:5);
2. Чти отца и мать своих. (Исход 20:12);
3. Соблюдай праздник Седьмиц. (Второзак. 16:10);
4. Соблюдай месяц Авив. (Второзак. 16:10);
5. Соблюдай день субботний, чтобы освящать его. (Исход 20:8)

Примеры заповеди «не делай!»:
1. Да не будет у тебя других богов. (Исход 20:8);
2. Не отклоняй права неимущего твоего в тяжбе его. (Исход 23:6);
3. И взятки не принимай. (Исход 23:8);
4. Не укради. (Десять Заповедей);
5. Не делай никакой работы ни ты, ни сын твой, ни дочь твоя. (Исход 20:10, Десять Заповедей, о субботе);

Кроме подобных заповедей, смысл которых понятен каждому, существует также много предписаний, которые требуют сравнения и аналогии с другими местами Св. Писания. Например:
1. Не паши на быке и осле вместе. (Второзак. 20:10) — путём аналогии караимы не только запрещают пахать вместе на быке и осле, но и на любых других двух животных, силы которых не равны.
2. Не открывай наготы тёти своей. (Левит 20:19) — из этой заповеди караимы запрещают также брак женщины с её дядей. Раввинисты разрешают подобный брак, для караимов дети от подобного брака считаются мамзерами (незаконнорождёнными/испорченными), с которыми Тора запретила вступать в брак во веки веков, и поэтому караимы, начиная с XII века, не вступают в брак с раввинистами.
3. Шесть дней собирайте её, а в день седьмой — суббота. (Исход 16:26, о манне) — по аналогии запрещено также срывать и собирать фрукты и овощи в субботу, также как и делать любую другую работу.

### Севель ха-Йеруша(предания, переданные из рода в род)
У караимов существуют традиции об обычаях, не описаных конкретно в Торе. Подобные традиции, если они не противоречат Торе — узаконены у караимов, как Севель ха-Йеруша («Бремя Наследия»).
Например:
1. Берит Мила (Обряд обрезания) — в Торе не описано конкретно, каким образом нужно обрезать крайнюю плоть;
2. Шехита (резка скота и птиц) — Тора не объяснила, в каком месте делается разрез;
3. Никкур Басар (вынимание кровеносных сосудов) — также нет разъяснения.

## Десять принципов караимизма[9]
- Бог сотворил весь физический и духовный мир во времени и из ничего[25];
- Он — Творец, который Сам не был сотворён[26];
- Он не имеет формы, ни с чем не сравним, бестелесен и абсолютно един[27];
- Он послал нашего учителя Моисея (это предполагает веру в пророков)[28];
- Он послал нам через Моисея Тору, которая содержит совершенную истину и не может быть дополнена или изменена каким-то другим законом[29];
- Каждый верующий должен изучать Тору в подлиннике и постигать её подлинный смысл[30];
- Бог раскрылся и другим пророкам (хотя их пророческий дар меньше, чем дар Моисея)[31];
- Бог воскресит мёртвых в Судный день[32];
- Бог воздаёт каждому человеку по его делам (личное провидение, свобода воли, бессмертие души и справедливое воздаяние в загробном мире)[33];
- Бог не презирает живущих в изгнании, но хочет очистить их с помощью страданий; они могут надеяться на Его постоянную помощь и на избавление, орудием которого будет Мессия — потомок Давида.[34]

## Посты
Караимы отмечают только посты, связаные с упомянутым в Ветхом Завете разрушением Первого Храма:
1. 10 Тевета — Об осаде Иерусалима (Йирмиягу 52:4-5);
2. 9-го Таммуза — О прорыве врагом Иерусалимской стены (Йирмиягу 52:6-11);
3. два дня 7-го и 10-го Ава — О сожжении и разрушении Иерусалимского Храма (Мелахим, 25:8; Йирмиягу 52:12);
4. 24-го Тишрея (Пост Гедальи) — О содеянных грехах (Нехемия 9:1-3).

## Отношение караимизма к монотеистическим религиям

### Караимизм и раввинизм
Иудеи-раввинисты признают караимизм иудейской сектой, а его последователи считают оба течения сектами одной религии
, из которых караимизм — наиболее чистая форма иудейства. Последователи обоих течений считают себя и друг друга потомками одного народа Израиля
. Все это определило отношения между раввинистами и караимами.
С одной стороны богословы обеих сторон в своих произведениях подвергали течения оппонентов критике, с другой с переменным успехом оба течения сотрудничали друг с другом. Нередко караимы изучали еврейскую литературу у раввинистов и публиковались в еврейских изданиях, а работы караимских богословов цитировались раввинистами.
Караимы сыграли важнейшую роль в развитии Масоры и огласовки еврейского письма (Некудот).
Значительное участие караимов в Алие, начиная с древних времён, служило примером и стимулом для евреев-раввинистов.

#### Основные отличия между караимизмом ираввинизмом[источник не указан 1851 день]
Догматы караимизма и раввинизма идентичны, за исключением отношения к Устному закону. Основные отличия приведены в таблице ниже:
|                                  | Раввинисты | Караимы |
| -------------------------------- | --- | --- |
| Устный Закон                     | Служит неотъемлемым дополнением к главному священному тексту иудаизма — собственно Торе (Пятикнижию Моисееву), которую в этом случае, во избежание путаницы, называют «Письменной Торой» («Тора ше-би-хтав»). | Не признаётся |
| Свойства Монотеизма              | Отклонения от монотеизма, как напр. признание Метатрона в качестве т. н. малого бога, посредника между человеком и Богом, 10 сфер в Каббале и т. п.                                                           | Строгий Монотеизм |
| Количество заповедей             | 613 Торы и тысячи заповедей мудрецов Устного Закона | 613 (620) |
| Календарь                        | Месяц состоит систематически поочерёдно из 29 и из 30 дней. Первый месяц Тишрей | Месяц состоит иногда из 29, иногда из 30 дней, по фактическому новолунию. Первый месяц Нисан. |
| Праздники                        | Некоторые праздники не упоминаются в Ветхом Завете например: Ханука, Ту би-Шват, Лаг ба-Омер, Ошана-Раба и т. п.                                                                                              | Небиблейские праздники не считаются праздниками.. Даты остальных часто не совпадают с датами раввинистов из-за различий в календарной системе раввинистов и караимов (см. выше).                                                                    |
| Мезуза                           | Обязывающий обычай | Символический обычай |
| Тфиллин                          | Обязывающий обычай | Отсутствует |
| Прозелитизм                      | Разрешается Гиюр | До 2008 года был запрещён. С 2008 года разрешён в Израиле. Но нет консенсуса в этом вопросе с восточно-европейскими караимами, как и в вопросе о принятии раввинистов в свою среду (разрешён в Израиле с 2005 года).                                |
| Особенности ритуала              | Молятся стоя или сидя на скамейках. Общественная молитва требует миньян | Молятся стоя, на коленях, и сидя на ковре, простёртом в длину всего молитвенного зала. Молитвенник состоит на 95 % из цитат ТаНаХа (Ветхого Завета), из которых 60 % выдержки из Псалмов. Миньян обязателен только у восточно-европейских караимов. |
| Кашрут                           | Запрещается употребление в пищу мясного с молочным | Разрешено, кроме молока матери с её приплодом. |
| Ритуальная нечистота             | Не соблюдается | Соблюдается согласно Торе |
| Различные необязывающие традиции | Молитва на могилах праведников, вера в силу амулетов, и т.п. Не являются консенсусом. | Отсутствуют. |

### Взаимоотношения караимизма с христианством и исламом
Согласно 7 принципу караимизма (см выше) — Бог раскрылся и другим пророкам, (хотя их пророческий дар меньше, чем дар Моисея). Согласно некоторым караимским авторам Иисус и Мухаммед — пророки, посланные для других народов, но не для Израиля, у которого было уже совершённое и неизменное Учение. Однако основная часть караимских богословов не признаёт Иисуса и Мухаммеда пророками (истинные пророки должны быть из народа Израиля), и выступает с резкой критикой христианства и ислама
.

### Удел караимов, перешедших в другую религию
По законам караимской религии, всякий караим, перешедший в лоно другой религии, называется Мешуммад (משומד, выкрест), то есть убивший собственную душу. Считается, что такой человек обречён на вечные муки, по словам пророка Исаийи: «И будут выходить и увидят трупы людей, отступивших от Меня: ибо червь их не умрёт, и огонь их не угаснет; и будут они мерзостью для всякой плоти» (Исаия 66:24). По такому человеку не держат траур, он не может унаследовать от караимов, считается мёртвым при жизни.

## Караимизм по странам
Основная статья: Караимизм по странам 
В мире насчитывается более 30 000 караимов, основная страна их проживания — Израиль. Также караимизм исповедуют в настоящее время на территории Турции, Украины, США, России, Литвы, Польши. Большая часть исповедующих караимизм относит себя к еврейскому народу, в то время как большинство караимов, проживающих в Польше, Литве, России и Украине, в настоящее время относит себя к караимскому народу, исповедующему, по их определению, самостоятельную религию, не являющуюся частью иудаизма, а также другие религии.

## Религиозная литература
- Дуван Я. Катехизис, основы Караимского закона. Руководство по обучению Закону-Божию Караимского юношества. — СПб., 1890.
- Фиркович М. Я. Караимский катихизис вкратце — 1915
- Шамаш Я. Б. Краткий катихизис
- Кефели Авраам. Караимы. Разъяснительная брошюра по истории караимов Крыма и основам караимской религии
- Каплановский И. З. Друг людей. Нравоучение караимскому юношеству с приведением текстов великих писателей священных книг. — Одесса, 1886.
- Александр Гаркавец. Караимский молитвенник. — Москва: Лигалорбис; Алматы: Дешт-и-Кыпчак, 2006.
- Переводы караимской литургической поэзии Дмитрий Щедровицкий
- Тирияки В. З. Сборник субботних и утренних молитв по обряду крымских караимов. На русском и караимском языках — Евпатория: Оджакъ, 2002
- Тирияки Д., Ельяшевич В. Календарь караимских праздников, постов и отличительных суббот на 5774-5778 гг. от Сотворения Мира (2013—2018) — Евпатория, 2013. — 40 с. (ISBN 966-8236-08-9)Karaite Beliefs in 5 Languages
- Mikdash Me’at: An English Language Abridgement of Adderet Eliyahu Annotated abridgment, by Tomer Mangoubi, of Khacham Elijah Bashyazi's 13th century masterpiece of Jewish law.
- Chizzuk Emunah (Faith Strengthened). Архивировано из оригинала 9 июля 2004 года. 16th century polemic, by Isaac of Troki, covering the beliefs of Karaites Judaism

## Критическая литература
- В. Глаголев. Философско-религиозные аспекты в изучении караимов // Религия и культура: Россия. Восток. Запад: Сб. ст. / Под ред. Е. А. Торчинова. — СПб.: Изд-во СПб. ун-та, 2003, с. 231—250
- Дубинский А. Основы караимской религии. // Боги Тавриды (История религий народов Крыма). — Севастополь, 1997.
- Коджак К. Краткий обзор караимской религии и её распространения среди различных народов. — Париж, 1948
- И. И. Синани. История возникновения и развития караимизма, ч. I. Симферополь, 1888 г.
- И. И. Синани. История возникновения и развития караимизма, ч. II. Краткая история литературной деятельности караимских писателей. СПб, 1889 г.
- Книга «Маса уМрива», сочинение караимского учёного Авраама Самуиловича Фирковича с пояснительным сочинением к нему «Чедек веШалом» газзана Авраама Кефели, в двух томах (Ашдод 5780, 2019), D.A.N.A. 800-161008